# Teofil Pandele
Teofil Pandele (12 mai 1913, Lupești, jud. Covurlui - 23 mai 2001, Galați) – Arhimandrit mitrofor. Unul din marii duhovnici ai României. Pe numele său de mirean Traian Pandele. Arhim. Mitrofor Teofil Pandele a fost unul din colaboratorii apropiați ai Arhim. Cleopa Ilie.

## Studii
- Cursurile Școlii generale din Berești
- Liceul Comercial din Galați, care a funcționat în incinta actualului Colegiu „Vasile Alecsandri“.
- Academia de Înalte Studii Comerciale și Industriale din București (1937-1941)
- Institutul teologic din București.
- În paralel, audiază cursuri de italiană, franceză și filosofie.

## Activitate profesională
- În 1933 intră în monahism la mănăstirea Noul Neamț din Basarabia (1933-1944).
- În 1935 este hirotonit ierodiacon, apoi ieromonah de către mitropolitul Gurie Grosu.
- Lucrează în administrația Mitropoliei Basarabiei ca revizor contabil.
- Între 1946-1948 lucrează ca inspector general pe probleme economice în Ministerul Cultelor, slujind interesele Bisericii sub trei patriarhi: Nicodim, Justinian și Justin.
- Între anii 1948-1950 este stareț la mănăstirea Ghighiu.
- Între anii 1962-1994 este încadrat ca preot la parohiile Sf. Nicolae și Sf. Arhangheli din Galați.

După ce P.S. Casian Crăciun înființează mănăstirea „Sfintii Arhangheli – Metoc“ din Galați, îl numește stareț al acesteia.

## Distincții
- Pentru bună slujire, patriarhul Nicodim îi acordă distincția de Mitrofor.